# Yondó
Yondó è un comune della Colombia facente parte del dipartimento di Antioquia.
Il centro abitato venne fondato da José Domingo Oliveros Ricaurte nel 1941, mentre l'istituzione del comune è del 1979.